# Juan Miguel Mercado
Juan Miguel "Juanmi" Mercado Martín (Armilla, Granada, 8 de julio de 1978) es un exciclista español que fue profesional desde 1998 a 2007. 

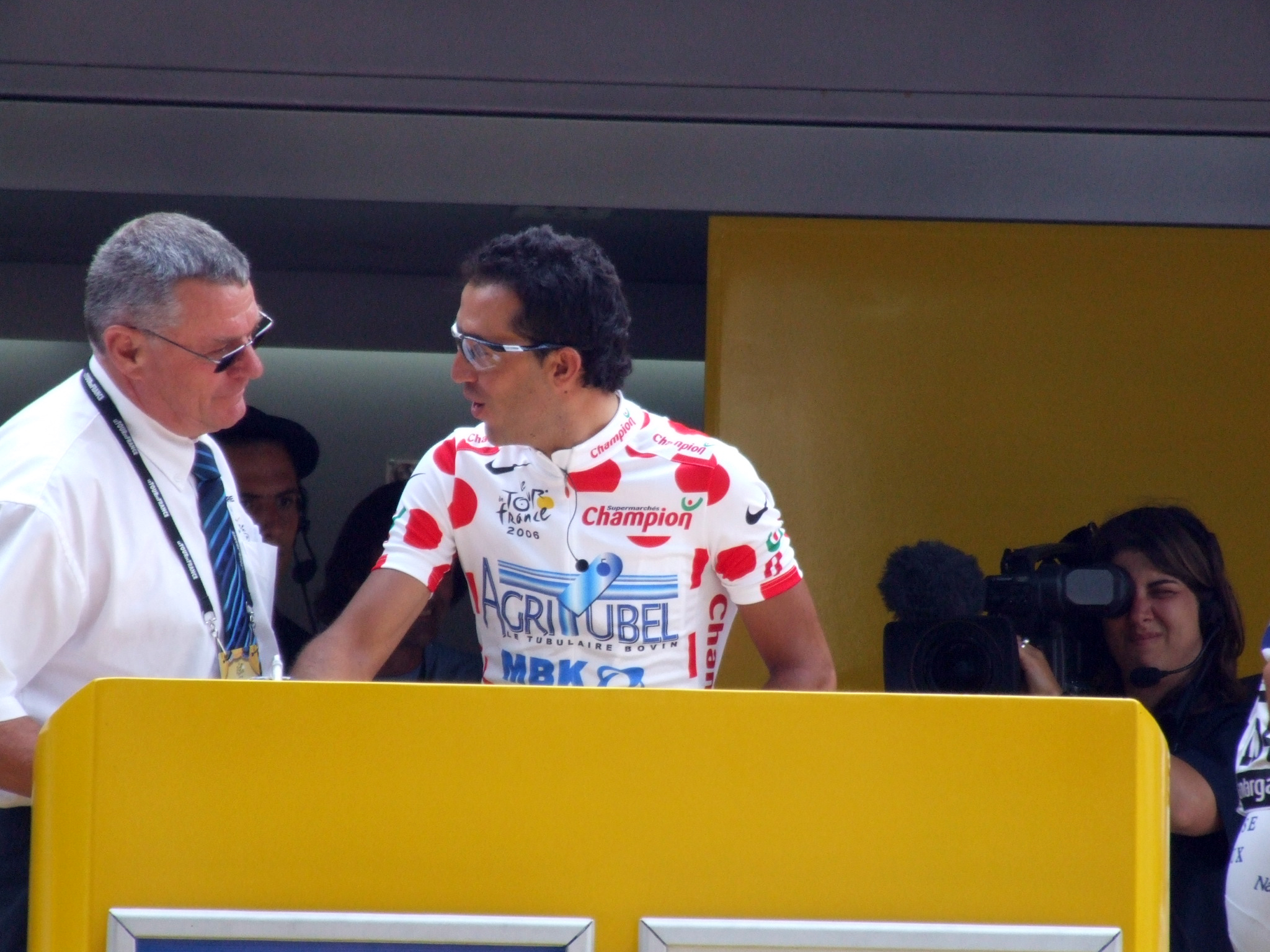
Mercado en el protocolo de firmas en el Tour de Francia 2006 con el maillot de lunares rojos de la montaña

Destacaba como escalador de media montaña, terreno en el que ha conseguido la mayoría de sus triunfos entre los que destacan dos victorias de etapa en el Tour de Francia y una victoria de etapa en la Vuelta a España.
En la actualidad reside en la localidad también granadina de La Zubia.
Fue relacionado con una banda de atracadores del área metropolitana de Granada y posteriormente absuelto.
En 2021 vuelve al ciclismo con el equipo murciano Brócoli Mecánico de categoría élite-sub-23.

## Palmarés
| 2001 - 1 etapa de la Vuelta a España - 1 etapa de la Vuelta al Alentejo - Vuelta a Burgos, más 1 etapa 2002 - Semana Catalana - Vuelta a Castilla y León, más 1 etapa 2003 - 1 etapa de la Dauphiné Libéré | 2004 - 1 etapa del Tour de Francia - 1 etapa del Giro del Trentino 2005 - Vuelta a Austria, más 1 etapa 2006 - 1 etapa del Tour de Francia |

## Resultados en Grandes Vueltas y Campeonato del Mundo
| Carrera                      | 1998 | 1999 | 2000 | 2001 | 2002 | 2003 | 2004 | 2005 | 2006 | 2007 |
| ---------------------------- | ---- | ---- | ---- | ---- | ---- | ---- | ---- | ---- | ---- | ---- |
| Giro de Italia               | -    | -    | -    | -    | -    | -    | -    | -    | -    | -    |
| Tour de Francia              | -    | -    | -    | -    | -    | 36.º | 37.º | -    | Ret. | 79.º |
| Vuelta a España              | -    | -    | -    | 5.º  | 21.º | 56.º | -    | 10.º | -    | -    |
| Campeonato del Mundo en ruta | -    | -    | -    | -    | -    | -    | -    | -    | -    | -    |

## Equipos
- Vitalicio Seguros (1998-2000)
- iBanesto.com (2001-2003)
- Quick Step (2004-2005)
- Agritubel (2006-2007)
- Brócoli Mecánico (2021)